# Alma Adams
Pour les articles homonymes, voir Adams.
Alma Adams, née Alma Shealey le 27 mai 1946 à High Point (Caroline du Nord), est une femme politique américaine, représentante démocrate de Caroline du Nord à la Chambre des représentants des États-Unis depuis 2014.

## Biographie

### Carrière professionnelle et débuts en politique
Après des études à l'université agricole et technique d'État de Caroline du Nord, dont elle sort diplômée en 1972, Alma Adams devient enseignante au Bennett College (en) de Greensboro. Elle y donne des cours jusqu'en 2012. En 1981, elle obtient un doctorat de l'université d'État de l'Ohio.
En 1984, elle est élue au conseil des écoles de Greensboro. Elle entre ensuite au conseil municipal de la ville où elle siège à partir de 1987. En 1994, elle est élue à la Chambre des représentants de Caroline du Nord.

### Représentante des États-Unis
En 2014, elle se présente à la Chambre des représentants des États-Unis dans le 12e district de Caroline du Nord. Elle remporte la primaire démocrate avec 44 % des voix, devançant ses cinq adversaires. Elle est alors la favorite de l'élection générale dans un district profondément démocrate qui s'étend de Charlotte à Greensboro. Le 4 novembre, deux élections se tiennent simultanément : l'une partielle pour terminer le mandat de Mel Watt (en), démissionnaire, l'autre pour le mandat débutant le 3 janvier suivant. Elle est élue avec 75,3 % des voix face au républicain Vince Coakley.
Avant les élections de 2016, son district est redécoupé. Autrefois victime de « gerrymandering » pour rassembler les votes afro-américains, son district devient compact et se limite à une partie du comté de Mecklenburg,. Elle déménage alors à Charlotte pour continuer à habiter dans le district. Lors de la primaire démocrate, elle est critiquée par ses rivaux pour n'avoir jamais vécu dans la circonscription. Elle arrive en tête de la primaire avec 42,4 % des suffrages devant l'ancien sénateur Malcolm Graham (28,9 %) et la représentante d'État Tricia Cotham (21,2 %). Elle est facilement réélue en novembre 2016, novembre 2018, novembre 2020, novembre 2022 et novembre 2024.

## Autres activités
Alma Adams a été professeur d'art au Bennett College de Greensboro, ainsi que directrice de la Steel Hall Art Gallery. En 1990, elle a cofondé avec Eva Hamlin Miller l'African American Atelier, une organisation créée pour faire connaître et apprécier les arts visuels et les cultures des Afro-Américains.
Elle préside la North Carolina Legislative Black Caucus Foundation, qui accorde des bourses aux étudiants qui fréquentent l'un des Historically Black Colleges and Universities de Caroline du Nord.